# Législature 2007-2012 du Grand Conseil du canton de Vaud
La législature 2007-2012 du Grand Conseil du canton de Vaud a débuté en 2007 et s'est achevée en 2012. L'élection des députés a eu lieu le 11 mars 2007.

## Répartition des sièges

Répartition des sièges en 2007.

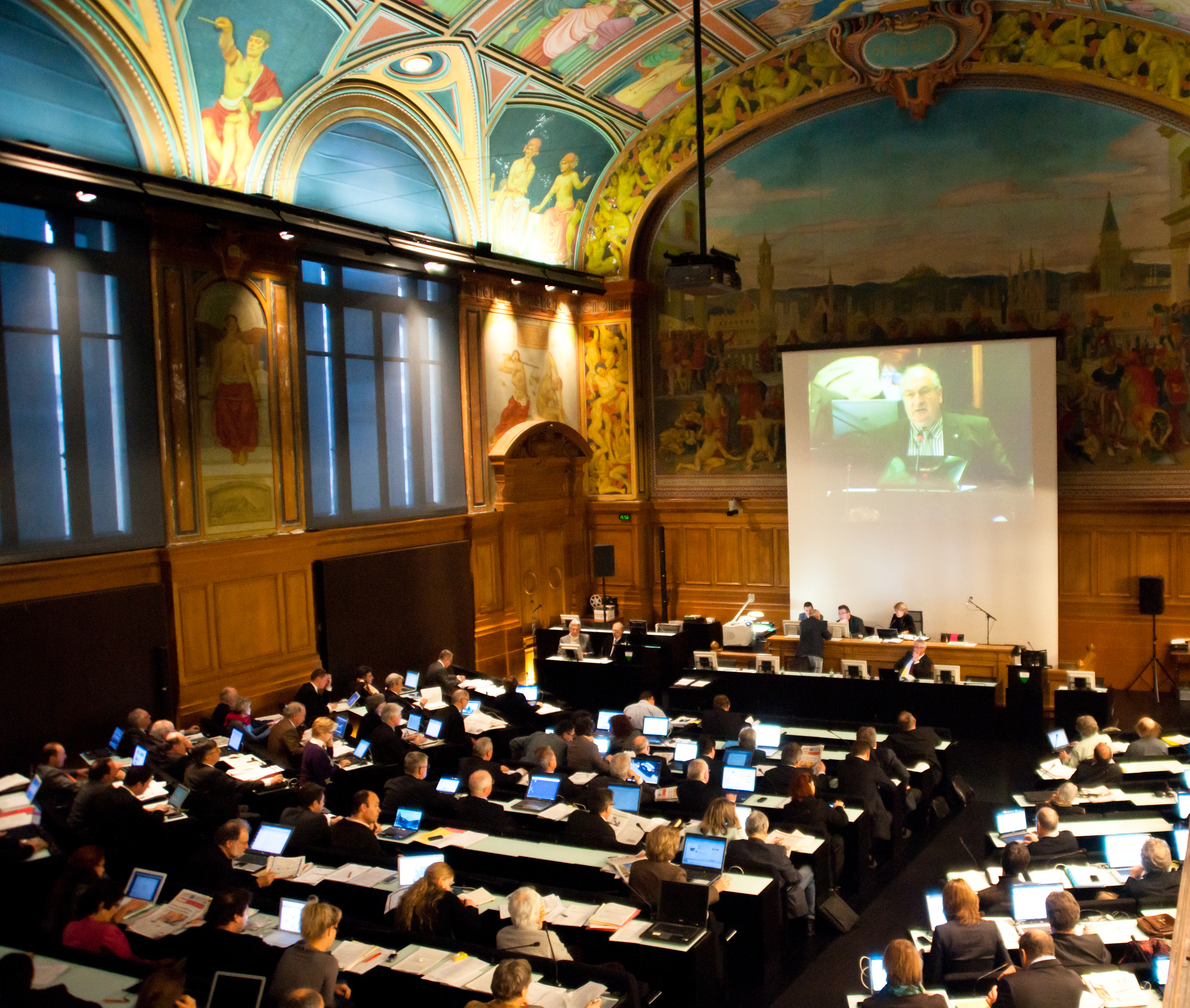
Le Grand Conseil du canton de Vaud en 2011 au Palais de Rumine.

Les dernières élections, qui ont eu lieu le 11 mars 2007, ont donné la répartition suivantes des sièges par groupes politiques : 
Parti socialiste (PS)38 sièges
Parti radical (PRD)29 sièges
Union démocratique du centre (UDC)26 sièges
Les Verts (V)24 sièges
Parti libéral (PLV)19 sièges
Alliance du Centre (AdC)9 sièges (4 PDC, 3 vert'libéraux, 1 UDF, 1 Vaud Libre)
À gauche toute !, POP & Gauche en mouvement et solidarités (AGT)5 sièges

## Présidence
Les présidents sont les suivants :
- 2007 : Anne Baehler Bech
- 2008 : Jacques Perrin
- 2009 : Laurent Chappuis
- 2010 : Claudine Wyssa
- 2011 : Jean-Robert Yersin.